# Lena Grumbach
Lena Grumbach, née en 1950 à Malmö (Suède), est une traductrice de littérature suédoise qui a longtemps travaillé en collaboration avec Marc de Gouvenain, dont elle a été l'épouse.

## Biographie
Lena Grumbach et Marc de Gouvenain sont connus en traduisant ensemble Le Merveilleux Voyage de Nils Holgersson à travers la Suède de Selma Lagerlöf.
Ils ont aussi traduit des œuvres de Per Olov Enquist, Torgny Lindgren et Göran Tunström. Dans les années 2000, ils traduisent des romans policiers comme la trilogie Millénium de Stieg Larsson, et un roman de Camilla Läckberg (La Princesse des glaces). Lena Grumbach traduit avec Catherine Marcus les autres romans de Camilla Läckberg ainsi que ceux de Katarina Mazetti comme le grand succès de librairie que fut Le Mec de la tombe d'à côté (2006) ainsi que sa suite Le Caveau de famille (2011).